# Muzaffer İlhan Erdost
 (mars 2020).
Muzaffer İlhan Erdost, né le 18 septembre 1932 à Artova et mort le 25 février 2020 à Ankara, est un écrivain, éditeur et publiciste turc. 

## Biographie
Il naît sous le nom de Muzaffer Erdost. Il prend le prénom supplémentaire après la mort de son jeune frère İlhan (en) en 1980 dans la prison militaire. Erdost étudie la médecine vétérinaire à l'université d'Ankara et travaille ensuite pour le quotidien Ulus de 1958 à la mi-1963. Dès 1958, il publie le premier livre d'Henri Alleg, La Question, avec sa maison d'édition spécialement fondée Açık Oturum. De 1963 à 1965, il fait son service militaire en tant que vétérinaire avec le grade de candidat officier (sous-ay Yedek) dans la région autour de 'Şemdinli, à l'extrême sud-est de la Turquie. Ses impressions de la vie tribale, des coutumes, de la pauvreté et du retard, il les décrit dans un reportage à la demande du rédacteur en chef d' Ulus. Plus tard, il le révise à nouveau et le publier sous forme de livre, le Şemdinli Röportajı (The Şemdinli-Reportage). Après la fin de son service militaire, il est influencé par le marxisme et fonde la maison d'édition Sol Yayınları (Linke Publikationen). En 1967 et 1968, il travaille également comme rédacteur en chef du journal Pazar Postası. Ses écrits sur İkinci Yeni, un mouvement littéraire dont le nom est inventé par Erdost, datent également de cette période.
Au début des années 1970, après le deuxième coup d'État militaire, Erdost est condamné à 37,5 ans de prison. Erdost passe les années 1971-1974 dans la prison d'Ankara et est libéré sur la base d'une amnistie. En mars de l'année 1980, année de turbulences politiques, Erdost est à nouveau arrêté et passe un certain temps dans différentes prisons. Il décrit cette période de détention sous le titre Şöyle bir geçtim Cezaevlerinden.
Le soir du 7 novembre, quelques semaines après le coup d'État militaire de 1980 en Turquie, Muzaffer Erdost est de nouveau arrêté ainsi que son jeune frère İlhan. İlhan meurt le jour même suite aux coups reçus en prison. Depuis lors, Muzaffer porte également le prénom de son jeune frère.
En 1996, il entre à nouveau en conflit avec le pouvoir judiciaire en raison de ses publications. Son Üç Sivas est interdit. Un tribunal condamne d'abord Erdost à une lourde amende, qui a ensuite été libérée.
Erdost écrit des essais, des poèmes, des critiques, des rapports, des journaux intimes sous forme de lettres (İlhan'a Mektuplar, "Letters to İlhan") et des analyses telles que The production conditions of the tribes in Şemdinli. Ses écrits sont souvent influencés idéologiquement par le marxisme. Il est également cofondateur et jusqu'à récemment président de l'organisation turque des droits de l'homme Türkiye İnsan Hakları Kurumu Vakfı (TİHAK).
Erdost meurt en février 2020 après une longue maladie à l'âge de 87 ans et est inhumé dans le cimetière Karşıyaka à côté de sa femme Rana Erdost, morte en 2013 et qui était également publiciste.